# Нимона
„Нимона“ (на английски: Nimona) е американски анимационен филм от 2023 г. на режисьорите Ник Бруно и Трой Куан по сценарий на Робърт Беърд и Лойд Тейлър. Той е базиран на графичния роман, създаден от Ен Ди Стивънсън през 2015 г. Световната премиера на филма се състои в „Анси“ на 14 юни 2023 г., излиза по кината на 23 юни, а след това излиза цифрово на 30 юни по „Нетфликс“. Филмът е номиниран за най-добър анимационен филм в няколко награди, включително „Изборът на критиците“, „Ани“ и „Оскар“.